# Ези Жуј
Ези Жуј (фр. Aizy-Jouy) насеље је и општина у североисточној Француској у региону Пикардија, у департману Ен (Пикардија) која припада префектури Соасон.
По подацима из 2011. године у општини је живело 301 становника, а густина насељености је износила 20,57 становника/km². Општина се простире на површини од 14,63 km². Налази се на средњој надморској висини од 84 метара (максималној 195 m, а минималној 56 m).

## Демографија
| 1962. | 1968. | 1975. | 1982. | 1990. | 1999. | 2011. |
| ----- | ----- | ----- | ----- | ----- | ----- | ----- |
| 261   | 301   | 232   | 206   | 230   | 242   | 301   |

График промене броја становника у току последњих година